# Anadolua davisi
Anadolua davisi är en insektsart som beskrevs av Karabag 1952. Anadolua davisi ingår i släktet Anadolua och familjen vårtbitare. Inga underarter finns listade i Catalogue of Life.